# Advance 86
O Advance 86 foi um computador pessoal britânico de 16 bits, desenvolvido pela empresa Advance Technology e fabricado pela Ferranti (tradicional fornecedora da indústria militar e do chip ASIC do ZX81). Na verdade, a máquina foi um dos primeiros clones britânicos do IBM PC, com a vantagem de oferecer um sistema com uma verdadeira UCP de 16 bits (o IBM PC original utilizava o Intel 8088) por um preço mais baixo que o do original.

## História
O Advance 86 foi originalmente concebido como um computador doméstico (o modelo 86A). Essa primeira versão ainda não era um clone verdadeiro do IBM PC e possuía um gabinete significativamente menor, com espaço para guardar o teclado quando este não estivesse em uso. O modelo A teve um preço inicial de £ 399, o que o colocava como um competidor direto do Sinclair QL. Todavia, um porta-voz da empresa declarou na época que as relações com a Sinclair Research eram muito cordiais.
Posteriormente, decidiu-se criar uma versão completa do IBM PC, e um módulo de expansão foi projetado, com espaço para a fonte de alimentação, duas unidades de disquete de 5" 1/4 e quatro slots ISA de 8 bits (o modelo 86B). Assim, o Advance 86 era realmente composto de dois gabinetes: o primeiro, mais baixo, contendo o 86A (e a placa-mãe), e o segundo, o 86B, a expansão que o tornava num sistema 100% IBM PC compatível.
O Advance 86B era vendido com um pacote gratuito de softwares, incluindo Perfect Writer, Perfect Speller, Perfect Calc e Perfect File, por £ 1499.

## Características
- Memória:
  - ROM: 64 KiB
  - RAM: 128 KiB – 256 KiB
  - VRAM: 16 KiB
- Teclado: mecânico, 84 teclas, com teclado numérico reduzido e dez teclas de função
- Display: 16 cores
  - 40 x 25 (texto)
  - 80 x 25 (texto)
  - 320 x 200 pixels (gráfico)
  - 640 x 200 pixels (alta resolução monocromática)
- Som: alto-falante interno
- Expansão:
  - 4 slots ISA de 8 bits
  - 2 slots de 16 bits
- Portas:
  - 1 conector para joystick
  - 1 porta Centronics
  - 1 porta RS232
  - 1 saída para monitor de vídeo RGB
  - 1 saída para televisor (modulador RF)
  - Interface de gravador cassete
- Armazenamento:
  - Fita magnética
  - 2 drives de 5" 1/4 (360 KiB cada)